# Civilization
Sid Meier's Civilization (укр. Цивілізація Сіда Меєра) або просто Цивілізація — відеогра створена Сідом Меєром для MicroProse у 1991 році. Мета гри — розвинути свою цивілізацію від прадавніх часів до побудови зорельота (гра закінчується також при підкоренні всього світу). Civilization — загальновизнаний піонер у жанрі покрокових стратегій, що започаткувала однойменну серію ігор.
Гасло гри: «Побудуй імперію, що витримає випробування часом» (англ. Build an Empire to stand the test of time).

## Ігровий процес

Приклад ігрового процесу Civilization (глобальна карта)

### Розвиток цивілізації
Гравець керує розвитком обраної цивілізації від варварства до космічної ери, розвиває її економіку, науку, розширює кордони та налагоджує відносини з іншими цивілізаціями. Більшість дій виконуються на карті світу, поділеній на клітинки. При початку нової гри можна вибрати звичайну карту світу, випадково згенеровану, з іншими материками й океанами, або налаштовану самим гравцем. Складність визначає чи будуть впродовж гри даватися підказки та міру переваги противників. Всього існує 5 рівнів складності: Вождь, Воєначальник, Князь, Цар та Імператор.
На початку гравець володіє одним містом, яке є столицею його держави. Для здійснення розвитку та підтримання цивілізації наймаються війська, поселенці, торгові каравани та дипломати. Вони володіють такими параметрами як оборона, атака і дальність руху. Згодом дається можливість заснувати нові міста й облаштовувати навколишні території для своїх потреб: будувати ферми, прокладати дороги, вирубувати ліси. Кожне місто і прилеглі оброблювані клітинки дають ресурси (торгівля, виробництво і їжа).
Якщо частина населення незайнята фізичною працею, жителі можуть стати митцями, ученими або збирачами податків. Це відповідно розвиває культуру (і збільшує щастя населення) науку, або поповнення скарбниці. Різні типи клітинок карти дають різні види ресурсів, а будівлі в містах можуть як давати додаткові ресурси, так і бонуси для цивілізації в цілому. Особливі споруди, які є вершинами розвитку цивілізації, звуться чудесами світу. Крім них в столиці розташований палац правителя, який може добудовуватися.
В ході розвитку за вибором гравця встановлюється певний державний лад: деспотія, монархія, республіка, демократія або комунізм. Вони визначають щастя населення та ефективність виробництва. Коли рівень щастя низький, населення бунтує й обсяги виробництва падають. Зростає рівень щастя від наявності закладів культури, храмів, низьких податків. Також кожна цивілізація має рівень агресивності, де при значенні 1 вона миролюбна, а при 10 активно прагне знищити всіх противників будь-яким способом. Різні державні лади додають або зменшують агресивність. Так, демократія зменшує поточний рівень на 2 очка.
Кінцевою метою гри є або перемогти всі інші цивілізації, або достатньо розвинутися, щоб спорядити корабель до Альфи Центавра. В разі програшу демонструється заставка, де пам'ятки цивілізації гравця в майбутньому розкопують археологи.

### Цивілізації
У грі можна грати за 14 цивілізацій, розподілені попарно між 7-ма кольорами, в які зафарбовуються їхні міста та підрозділи (юніти). Загони варварів червоні; якщо їм вдається захопити місто, воно стає червоного кольору і надалі варвари можуть самостійно розвиватися. Одночасно в грі може знаходитися тільки одна цивілізація конкретного кольору. З цієї причини максимальна кількість цивілізації, які існують в світі одночасно, не може превищувати 7. Якщо одна з цивілізацій знищена до початку нашої ери, за наявності місця на карті, з'явиться поселенець іншої цивілізації того ж кольору і стане її розбудовувати. Цивілізації не відрізняються між собою набором юнітів чи будівель (як у Civilization III і пізніших іграх), відрізняються лише правителі і список з 15 назв міст відповідної цивілізації.
| Білий     | Римляни (Цезар)      | Росіяни (Сталін)      |
| Зелений   | Вавилонці (Хамурапі) | Зулуси (Шака)         |
| Синій     | Французи (Наполеон)  | Німці (Фрідріх)       |
| Жовтий    | Єгиптяни (Рамзес)    | Ацтеки (Монтезума)    |
| Блакитний | Китайці (Мао)        | Американці (Лінкольн) |
| Рожевий   | Греки (Олександр)    | Англійці (Єлизавета)  |
| Сірий     | Індуси (Ганді)       | Монголи (Чингісхан)   |

## Цивілопедія
Цивілопедія (Civilopedia) — інтерактивне й ілюстроване керівництво, розташоване всередині однієї з перших ігор стратегічного жанру Civilization.
Як довідкове керівництво стала обов'язковим елементом всіх наступних версій комп'ютерного ігрового серіалу Civilization. «Цивілопедія» містить вичерпну інформацію про всі елементи, етапи ігрового процесу і можливості гравця. Поряд із виконанням функціональної завдання традиційного керівництва містила рекомендації з коригування цивілізаційного курсу розвитку через комбінаторний перебір наукових знань. Завдяки зразковій простоті інтерфейсу і багатому візуальному ряду малопідготований гравець мав змогу планувати прогрес наукових знань.
Вперше стала доступна масовому споживачеві після початку продажу першої «імітації Бога» в 1991 році. Придумана американським IT-дизайнером і програмістом Сідом Меєром. Покращена колективом фахівців компанії MicroProse на чолі з Сідом Меєром для Civilization II в 1996 році. Успішно модифікована в грі з космічною тематикою Sid Meier's Alpha Centauri (1999). У другій половині 1990-х років різномовними оглядачами, рецензентами і експертами ігрового ринку неодноразово визнавалася структуротворним фрагментом гри.

## Розробка

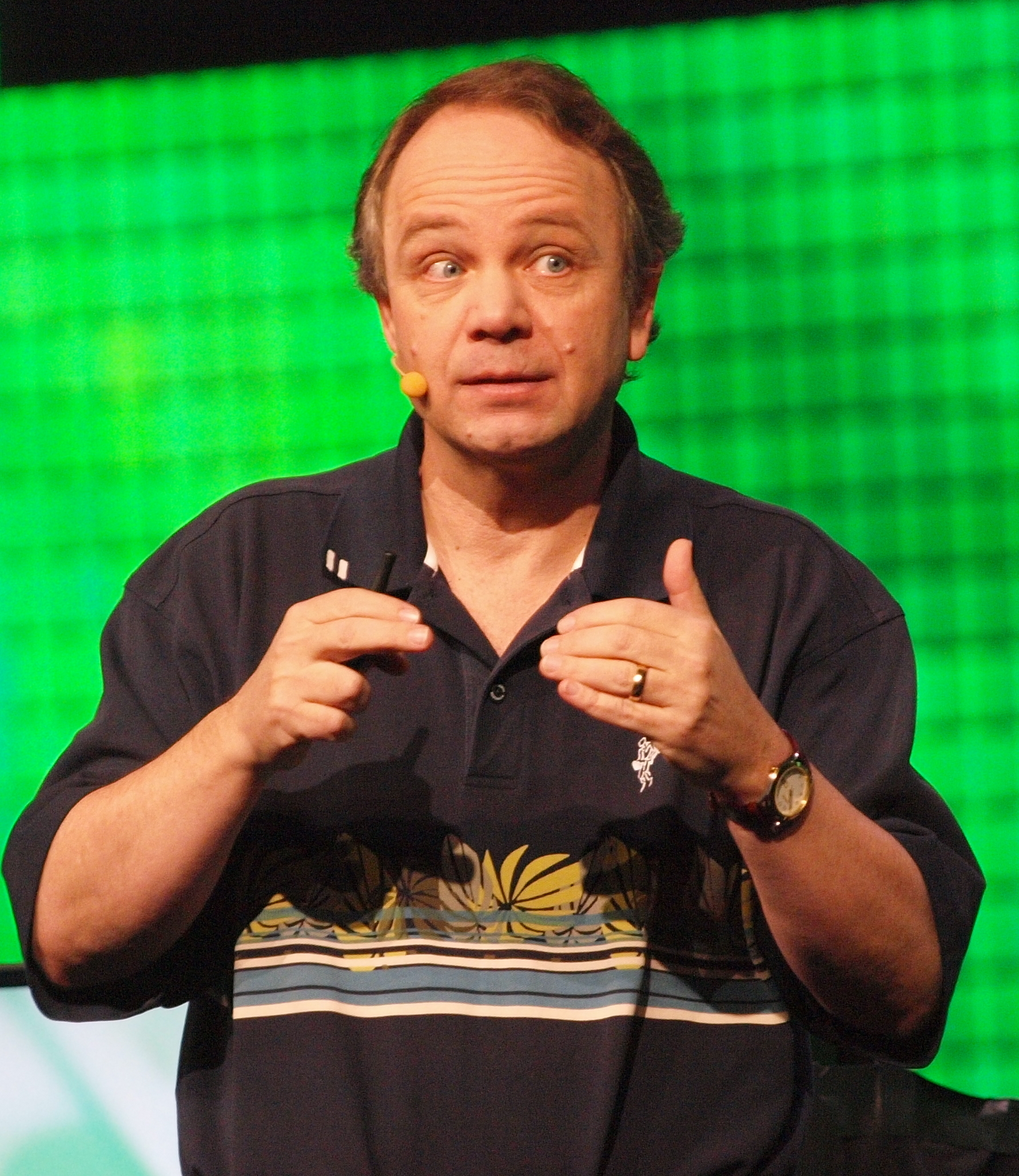
Сід Меєр на Game Developers Conference 2010

Творець гри Сід Меєр з дитинства захоплювався історією, а на початку 1980-х зайнявся розробкою відеоігор. Свій творчий шлях він почав у компанії General Instruments з бізнес-партнером Біллом Стілі. General Instruments займалася розробкою симуляторів, в тому числі історичних, таких як Sid Meier's Pirates (1987). Захоплення історією наштовхнуло Меєра створити гру, де можна було б пройти різні етапи розвитку суспільства і переписати історію на свій лад. Робота на нею почалася в 1990 році, а назвою було обрано Civilization. Натхнення він черпав з різних інших відеоігор, SimCity, Empire, Railroad Tycoon, та почасти настільної гри Civilization Авалона Гілла.
Автор ідеї, Сід Меєр, і продюсер, Брюс Шеллі, зійшлися на думці, якою мають бути основні риси майбутньої гри. Спочатку вони планували створити стратегію в реальному часі, подібну на SimCity. Гравець мав би будувати міста, що розвивалися самі, і переміщати війська. Але незабаром Сід і Брюс зрозуміли, що така версія не буде цікавою, оскільки гравець більше дивиться, ніж грає. Після створення кількох інших відеоігор було переглянуто основи проекту. Спочатку відбувалася генерація світу, як в SimCity, а далі тривала власне гра. Спершу слід було вибирати одного з історичних лідерів (і відповідний йому народ), потім заснувати місто і розвивати цивілізацію від 4000 року до нашої ери, аж до наших днів і далі, в еру космічних польотів. Зміна жанру надихнула Меєра з Шеллі працювати над грою далі, і майже за рік її було закінчено.
При створенні Civilization упір робився на історичність, тому графіка була дуже умовною. Творці не прагнули задіювати всі технологічні можливості платформ свого часу. «Ми не хотіли впроваджувати передові технології в наших іграх. Навпаки, ми намагалися втілити хороші ідеї тими засобами, які для того часу були цілком звичайні» — пояснював Сід. — «Ми залишилися задоволені тим, якою вийшла перша Civilization. Звичайно, її графіка непорівнянна з тим, що можна побачити зараз, але піктографічний дизайн спонукав гравців заповнювати відсутні деталі за рахунок своєї фантазії. Як здається, саме тому гра завоювала таку велику популярність».
На час виходу наступної гри серії, Civilization II, оригінальна Civilization була продана в кількості понад 850000 копій.

## Нагороди
- Amiga Joker:
  - #3 Найкраща гра 1992 (читацьке голосування) (1993)
  - Найкращий симулятор 1992 (читацьке голосування) (1993)
- Computer Gaming World:
  - Досконала гра року (1992)
  - Введена до Залу Слави (1993)
  - #1 з-поміж «150 найкращих ігор всіх часів» (1996)
  - #1 в «Топ десять ігор всіх часів» (редакторське голосування) (2001)
  - #7 в «Топ десять ігор всіх часів» (читацьке голосування) (2001)
- GameStar (Німеччина):
  - #1 з-поміж «100 найважливіших ПК-ігор 90-х» (1999)
- PC Gamer:
  - #11 з «Топ 50 ігор всіх часів» (найдавніша гра, що потрапила до списку) (2000)
- Game Informer:
  - #62 в «Топ 100 ігор всіх часів» (2001)
- GameSpy:
  - #4 в «Топ ігор всіх часів» (2001)
- Retro Gamer:
  - #29 з найкращих ігор всіх часів (читацьке голосування) (2004)[3]